# Kasteel van La Ferté (Saône-et-Loire)
Het Kasteel van La Ferté (Frans: Château de la Ferté) is een kasteel in de Franse gemeente Saint-Ambreuil. Het kasteel is een beschermd historisch monument sinds 1993.